# Dolichopus harbecki
Dolichopus harbecki är en tvåvingeart som beskrevs av Van Duzee 1921. Dolichopus harbecki ingår i släktet Dolichopus och familjen styltflugor. Inga underarter finns listade i Catalogue of Life.